# 山口県道184号三田尻港徳地線
山口県道184号三田尻港徳地線（やまぐちけんどう184ごう みたじりこうとくぢせん）は、山口県防府市から山口市に至る一般県道である。

## 概要
防府市大字新田の三田尻港から山口市徳地堀に至る。

### 路線データ
- 起点：防府市大字新田（三田尻港入口交差点（三田尻港前）、山口県道58号防府環状線上）
- 終点：山口市徳地堀（国道376号・国道489号交点）

## 歴史
- 1994年（平成6年） - 路線認定。

前身は山口県道184号三田尻港防府停車場線と山口県道318号中山徳地線、さらに防府市道が一本の県道に再編されて成立した。

## 路線状況
防府市迫戸町 - 山口市徳地堀間は防石鉄道の線路跡を通っている。

### 重複区間
- 山口県道58号防府環状線（防府市大字新田・三田尻港入口交差点（起点） - 防府市大字新田・三田尻大橋交差点）
- 山口県道54号防府停車場線（防府市戎町（えびすまち）1丁目・防府駅てんじんぐち交差点 - 防府市戎町1丁目・戎町交差点）
- 山口県道503号佐波川自転車道線（防府市迫戸町 - 防府市大字上右田）
- 山口県道503号佐波川自転車道線（防府市大字真尾（まなお） - 防府市大字和宇）
- 山口県道27号山口徳山線（防府市大字和字 - 防府市大字久兼）
- 山口県道503号佐波川自転車道線（防府市大字和宇 - 山口市徳地伊賀地）
- 山口県道503号佐波川自転車道線（山口市徳地伊賀地 - 山口市徳地堀）

### 道路施設

#### 橋梁
- 港大橋（防府市、山口県道58号防府環状線重複区間内）
- 島地川橋（島地川橋、山口市）

## 地理

### 通過する自治体
- 防府市
- 山口市

### 交差する道路
| 交差する道路                                                                                           | 市町村名 | 交差する場所                     | 交差する場所              |
| --- | -------- | -------------------------------- | ------------------------- |
| 山口県道58号防府環状線 重複区間起点                                                                    | 防府市   | 大字新田                         | 三田尻港入口交差点 / 起点 |
| 山口県道58号防府環状線 重複区間終点                                                                    | 防府市   | 大字新田                         | 三田尻大橋交差点          |
| 山口県道54号防府停車場線 重複区間起点 山口県道185号防府停車場向島線 山口県道186号防府停車場大藪線 重複 | 防府市   | 戎町（えびすまち）1丁目          | 防府駅てんじんぐち交差点  |
| 山口県道54号防府停車場線 重複区間終点                                                                  | 防府市   | 戎町1丁目                        | 戎町交差点                |
| 山口県道503号佐波川自転車道線 重複区間起点                                                             | 防府市   | 迫戸町                           |                           |
| 国道2号 / 防府バイパス                                                                                 | 防府市   | 大字東佐波令（ひがしさばりょう） | [ 注釈 2 ]                |
| 山口県道503号佐波川自転車道線 重複区間終点                                                             | 防府市   | 大字上右田                       |                           |
| 山口県道503号佐波川自転車道線 重複区間起点                                                             | 防府市   | 大字真尾（まなお）               |                           |
| 山口県道503号佐波川自転車道線 重複区間終点                                                             | 防府市   | 大字和字                         |                           |
| 山口県道27号山口徳山線 重複区間起点 山口県道503号佐波川自転車道線 重複区間起点                         | 防府市   | 大字和字                         |                           |
| 山口県道27号山口徳山線 重複区間終点                                                                    | 防府市   | 大字久兼                         |                           |
| 山口県道503号佐波川自転車道線 重複区間終点                                                             | 山口市   | 徳地伊賀地                       |                           |
| 山口県道503号佐波川自転車道線 重複区間起点                                                             | 山口市   | 徳地伊賀地                       |                           |
| 山口県道503号佐波川自転車道線 重複区間終点                                                             | 山口市   | 徳地堀                           |                           |
| 国道376号 国道489号                                                                                    | 山口市   | 徳地堀                           | 終点                      |

### 交差する鉄道
- 山陽本線
- 山陽新幹線

### 沿線
主要施設
- 三田尻中関港
- 協和発酵キリン工場
- 山口県立防府高等学校
- 誠英高等学校（旧：三田尻女子高等学校）
- 山口県立防府商工高等学校
- イオン防府店
- 防府市公会堂
- 観光情報館コア銀座
- まちづくり活動拠点施設天神ピア
- ルルサス防府
- 防府市地域交流センターアスピラート
- JR西日本山陽本線 防府駅
- ゆめタウン防府
- 防府競輪場
- 防府市サイクリングターミナル
- 山口市役所 徳地支所

名所・旧跡・観光地
- 三田尻御船倉跡
- 防府天満宮
- 周防国分寺
- 種田山頭火生誕地